# William Rafael González
William Rafael González Ruiz (27 dicembre 1969) è un ex calciatore venezuelano, di ruolo difensore.